# Ташко Костов
Ташко Костов Христов, наричан Салашки, Шерифов или Шерифски, е български революционер, деец на Върховния македоно-одрински комитет и на Вътрешната македоно-одринска революционна организация.

## Биография
Ташко Костов е роден на 25 септември 1879 година в Горно Върбени, тогава в Османската империя, днес в Гърция. Негов брат е българският революционер Петър Костов, с когото работят известно време в Цариград. Ташко Костов се присъединява към ВМОК и действа като подвойвода на Никола Лефтеров и Пандил Шишков в Горноджумайското въстание от 1902 година. Води отделение в четата на Лефтеров и през Илинденско-Преображенското въстание от 1903 година в Пирин планина. Между 1904 и 1910 година е легален деец и живее в родното си село като се занимава със земеделие.
През Балканската и Междусъюзническата война е доброволец в Македоно-одринското опълчение и служи в партизанска рота на Никола Лефтеров. Отрядът минава границата с Османската империя още преди началото на войната и организира населението за изсичане на телеграфните стълбове и взривяване на мостовете, за да се попречи на османските съобщения. След обявяването на войната отрядът напада в тил войската при Кулата и Лешникова чука и така попречва на османските части да отидат на помощ на Горна Джумая. Настъпват към Ченгел кале, където цял ден се сражават с кавалерия и пехота. За сражението получава войнишкия кръст „За храброст“ IV степен. Настъпват в Струмишко и Костов взима участие в сражението при Цървено поле с войска и башибозук. Обезоръжават турското население в селата Сушица, Ново село, Бориево и Свидовица и стигат до Струмица и оттам в Дойран, където остават два месеца. Главната квартира ги изпраща към Сяр, Нигрита и Орфанския залив, като контра на гръцките чети, появили се в Сярско, Лъгадинско, Нигритско, Драмско и Кавалско. Сражават се при Аспровалта и Чай аза. Костов участва и в боя при Ангиста, при село Баница, моста и Пърнар даг и повторно е награден с кръст „За храброст“. Изпратен е на сръбския фронт в Кочани и зачислен в 4-та рота на 10-та прилепска дружина на Опълчението. Взима участие в боевете при Рамна бука, Султантепе, Дулица и връх Китка. Произведен е подофицер.
През 1914 година се установява със семейството си във Варна. При началото на Първата световна война е зачислен в 11-а македонска дивизия, втора дружина на Втори искърски полк. Застава начело на разузнавателен отряд на Солунския фронт от западния бряг на Охридското езеро до крайните източни райони на Албания. В края на войната се оттегля с отряда си през Галичник в Косово, а оттам по река Дунав обратно в България. Награден е с германски орден.
Ташко Костов за постоянно се установява във Варна, остава чужд на братоубийствените войни във ВМРО, макар да участва в дейността на Варненско македонско братство и на Варненското опълченско дружество „Шаркьой“. По време на българското управление във Вардарска Македония през Втората световна война прави обиколка в Скопие, Охрид и Битоля.
На 18 март 1943 година, като жител на Варна, подава молба за българска народна пенсия, която е одобрена и пенсията е отпусната от Министерския съвет на Царство България.
След Деветосептемврийския преврат от 1944 година продължава да членува в македонската организация във Варна. Награден е с орден „За гражданска доблест и заслуга“ - II степен през 1969 година. Ташко Костов умира на 7 февруари 1975 година във Варна.
Паметна плоча на Ташко Костов е поставена на сградата на Македонския дом във Варна. В 2015 година площад във Варна е наречен „Войвода Ташко Шерифски“.
- Ташко Костов в четническа униформа и племенника му Никола Фотев Кирчев (син на Фоти Кирчев), 1916 г.[15]
- Стою Михайлов, Фоти Кирчев, Ташко Костов и Христо Трайков, участници в Балканската война.[16]
- Отделението на Костов в отряда на Лефтеров през Балканската или Първата световна война. С подпис на Костов
- Посрещането на четата на Костов в Дойран през 1916 г.
- Щабните офицери на XI дивизия с полковник Александър Протогеров отпред в средата, заедно със сборния разузнавателен партизански отряд на Ташко Костов, с черния калпак и ордените зад Протогеров
- Ташко Костов с албанския революционер Иса Бич, водител на партизанския му отряд през Първата световна война. Източник: Държавна агенция „Архиви“